# Несторианская стела

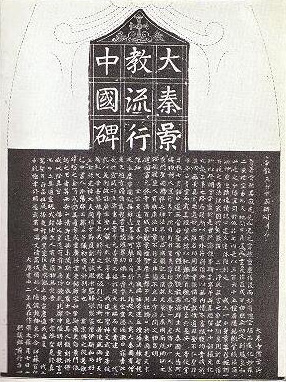
Несторианская стела под названием 大秦景教流行中國碑 была воздвигнута в Китае в 781 году

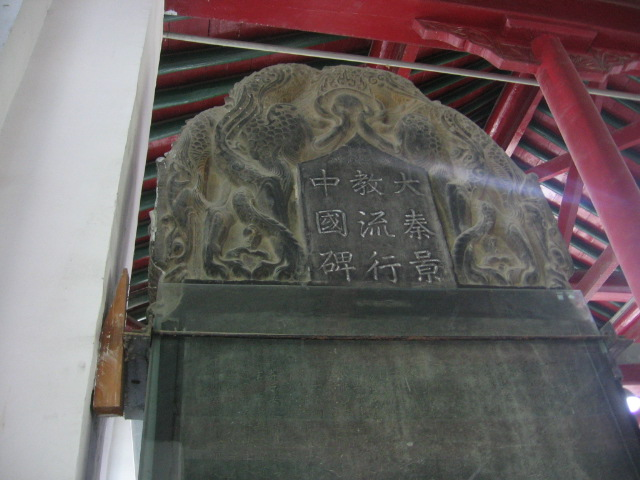
Верхняя часть Несторианской стелы

Несторианская стела (кит. упр. 大秦景教流行中國碑, пиньинь Dàqín Jǐngjiào liúxíng Zhōngguó bēi, палл. Цзинцзяо бэй, «Стела сиятельной религии») — древнейший памятник христианства в Китае. Стела была установлена в 781 году приверженцами Ассирийской церкви Востока в танском Китае, но впоследствии спрятана под землей. Её обнаружение в ходе строительных работ в городе Сиань около 1625 года, о котором иезуитские миссионеры скоро сообщили европейской публике, стало сенсацией в Европе, и на протяжении более двух столетий стела оставалась, пожалуй, самым известным в христианском мире памятником китайской археологии.

## История

### Изготовление и содержание
Стела была установлена в 781 году (согласно её тексту) в столице Империи Тан Чанъане (ныне Сиань), или в одном из его пригородов. Созданная приверженцами Ассирийской церкви Востока (т. н. несторианами), стела сообщала о миссионерских успехах этой церкви в танском Китае. Текст на стеле в основном на китайском языке, но кроме того, на ней также написаны сирийским письмом имена несторианского епископа, священников и монахов.
В китайской традиции, верхняя часть стелы увенчана двумя переплетающимися драконами; но присмотревшись, там можно обнаружить и крест.
Предполагают, что стела была зарыта в землю с целью её сохранения во время гонений на буддистов 845 года, затронувших также и христиан.

### Обнаружение

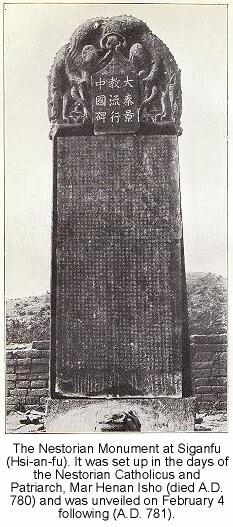
Стела. Фотография около 1892 года (визит Анри Авре)

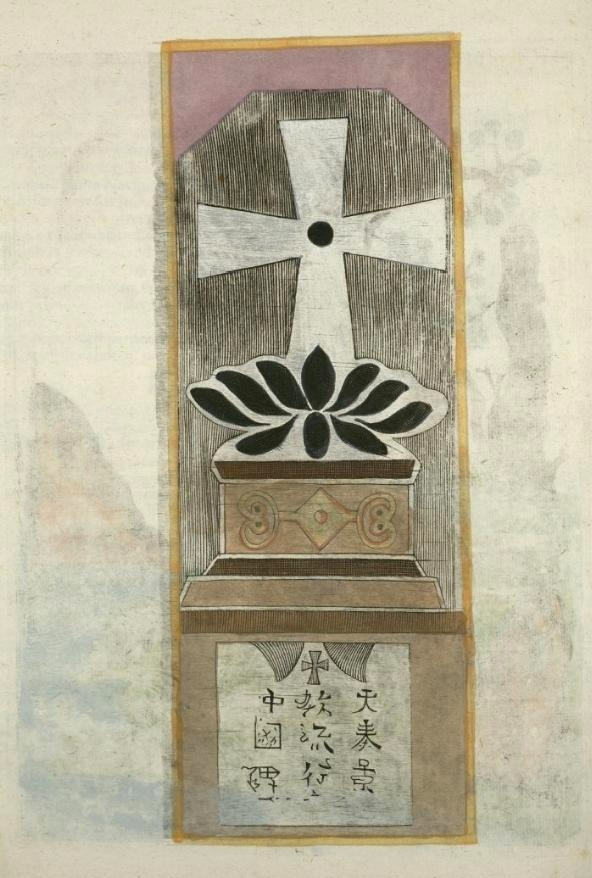
Навершие несторианской стелы. Рисунок Михала Бойма (который сам не видел стелы).

Стела была обнаружена в 1625 (по другим данным, 1623) году в ходе строительных работ. Руководство города уделило должное внимание древнему памятнику, водрузив его на каменную черепаху возле буддийского храма. О ней скоро прознали работавшие в Китае миссионеры-иезуиты, и в 1625 году (или вскоре после) её лично посетил один из них, португалец Алвару Семеду. Находка стелы оказалась большим успехом для иезуитов, так как они со времен Маттео Риччи безуспешно пытались обнаружить какие-либо следы присутствия христианства в Китае. Теперь же, они смогли как упоминать стелу в своей миссионерской деятельности в Китае в качестве доказательства древности христианской религии в этой стране, так и использовать её в Европе как одно из доказательств значимости своей деятельности.
Уже в 1628 г. французский перевод текста стелы (на основе латинского перевода, сделанного французским иезуитом Николя Триго) был опубликован во Франции; вскоре вышли в свет португальская, итальянская и латинская версии. Важной вехой в истории европейской синологии стало опубликование материалов по стеле немецким иезуитом Афанасием Кирхером в энциклопедическом томе China Illustrata, вышедшем в Риме 1667 г. Материалы о стеле, занявшие ключевое место в этой книге, включали оригинальный китайский иероглифический и сирийский текст; фонетическую транскрипцию современного (гуаньхуа) прочтения текста, использовавшую разработанную итальянскими иезуитами Лаццаро Каттанео и Маттео Риччи латинскую транскрипцию гуаньхуа с диакритикой для тонов; латинский перевод и комментарии. Работа была выполнена посетившими Рим в 1650-х годах посланцами императора Юнли: польским иезуитом Михалом Боймом и крещёным китайцем Андреем Чжэном, а также ещё одним посетившим Рим китайцем, о котором нам достоверно известно лишь его христианское имя (Матвей).
В течение последовавших двух с половиной столетий стела стала предметом значительных дебатов в европейской и американской литературе. Как правило, противники иезуитов обвиняли их в фальсификации стелы в интересах деятельности иезуитов в Китае. Но исследования серьёзных синологов в конце XIX и начале XX в. (как иезуита Анри Авре (Henri Havret), так и светского учёного Поля Пеллио) подтвердили подлинность стелы.

### XX век

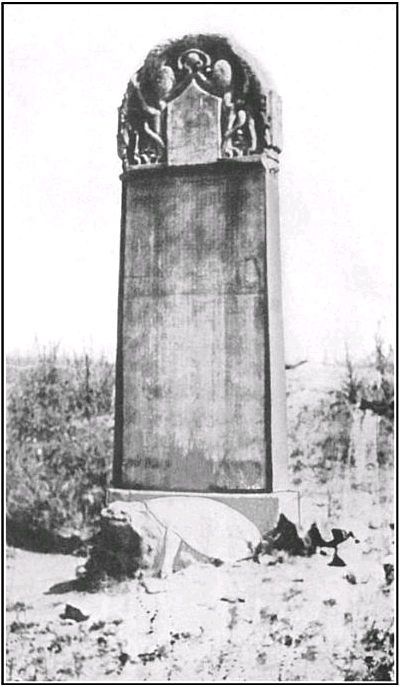
Несторианская стела на черепахе, сфотографированная Хольмом незадолго до её отправки в «Лес стел»

С конца XIX века в европейской прессе начались раздаваться голоса, предлагавшие вывезти стелу из Китая в Европу.
В 1907 г. сианьские власти узнали о деятельности прибывшего в Сиань датского авантюриста Фрица Хольма, который, видимо, пытался завладеть стелой, с целью вывоза её в Европу или Америку и продажи одному из тамошних музеев. Для предотвращения данной акции стела, вместе с её черепахой, была перенесена в сианьский «Лес стел». Впоследствии копия стелы и черепахи были установлены у сианьской Пагоды Дацинь.
Потеряв шанс завладеть стелой, Фриц Хольм нанял каменотёсов, изготовивших её копию, и при помощи российского консула, представлявшего в те годы интересы Дании в Китае, отвез её в Нью-Йорк и попытался продать в Метрополитен-музей. Хотя дирекция музея не захотела приобретать стелу-копию, она выставлялась там около 10 лет, пока один из богатых нью-йоркцев не приобрел её и не отправил в Рим в подарок римскому папе.
Ещё одна копия стелы находится в Японии.

## Текст

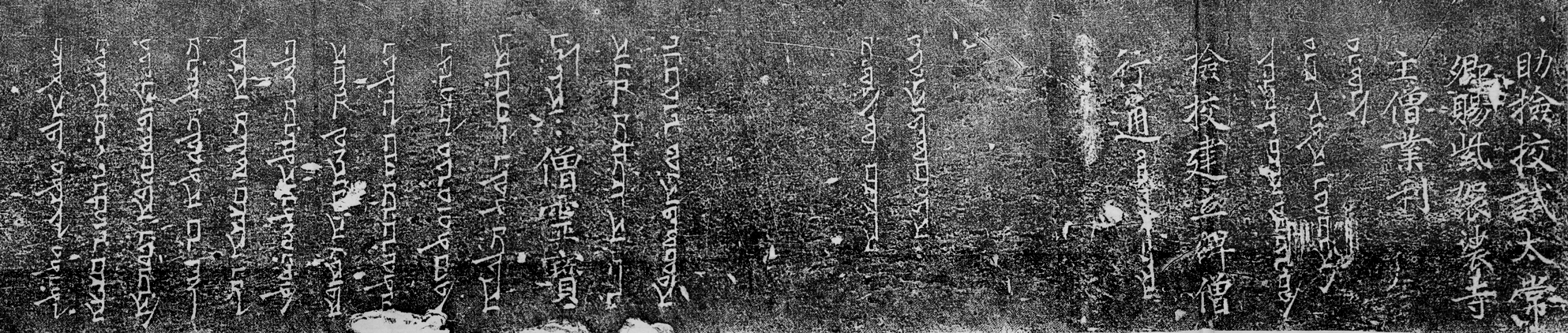
Сирийский текст на стеле.

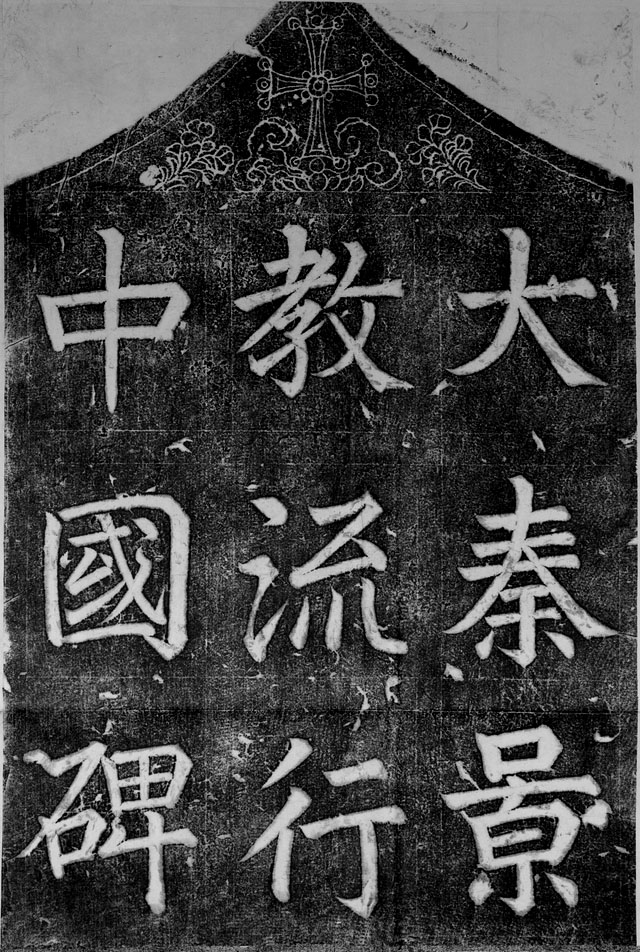
Деталь стелы

«Воистину, Тот, кто чист и мирен, кто будучи безначальным и происхождением всякого происхождения, непостижимым и невидимым, существующий всегда таинственно, до последнего предела, кто содержит сокрытую ось вселенной, сотворил и дал развитие всякой вещи; подающий таинственно бытие всему множеству мудрецов, будучи первым достойным чести, не Он ли наш Бог (Alaha), Троица единая, существо таинственное, нерожденный и истинный Господь?
Разделив формой креста, определяя их, четыре стороны света, он привёл в движение изначальный эфир и произвел двойной принцип („инь и ян“). Тьма и пустота были изменены: появились небо и земля. Стали вращаться солнце и луна: появились дни и ночи. Задумав и совершив всякую вещь, Он образовал и составил первого человека, дав ему целостность и гармонию и даровав ему владычество над неисчислимыми творениями. Природа человека изначально была чистой, смиренной и непревозносящейся; его дух был свободен от вожделения и похоти. Но сатана ловко пересеял надежды на высшее счастье и надежды на состояние справедливости и привнес тьму, подобную его собственной тьме состояния греха. Затем, последовали триста шестьдесят пять форм ошибок, спешно и упорно совершающих своё дело, свивающих из зависти нити своих ложных систем чтобы заключить невинных. (…)
Однако второе Лицо Троицы, Мессия (Мшиха), блистающий Господь вселенной, скрыв своё подлинное величие, явился на земле как человек. Ангелы возвестили благую весть: Дева родила Святого. Сверкающая звезда возвещала благословенное событие: Персия, увидевшая это блистание, пришла воздать честь. Исполняя древний Закон, написанный двадцатью четырьмя мудрецами, Он учил как управлять царствами и семьями, следуя его великому плану. Основав новую, неизреченную, религию, Святого Духа, другого Лица Троицы, Он дал человеку способность действовать истинной верой. Установив правило восьми предписаний, Он искупил мир от чувственности, вернув ему чистоту. Широко распахнув врата трёх добродетелей, Он ввёл жизнь и истребил смерть. Восшедшим светозарным солнцем Он осветил пребывание тьмы; так все коварство демона было разрушено. Управляя судном милосердия, Он привёз своих искупленных в пребывание света; так души мертвых были приведены ко спасению.
Исполнив так дело Всемогущего, Он обратился в полный день к стране чистоты. Он оставил двадцать семь книг своего Писания; великие средства преображения были распространены и запечатанная дверь блаженной жизни открылась. Он установил крещение водою и Духом, освобождающее от суетной помпезности и очищающее до возвращения совершенной белизны. (Служители его) носят крест как печать, который простирает Своё влияние во все четыре стороны света и объединяет все без различения. Ударяя в дерево, они возвещают исполненные радости слова любви и милосердия.
Они обращаются к Востоку во время церемоний, они текут путями жизни и славы. (…) У них нет рабов, мужчин или женщин, но держатся все они, благородные и простые, с равным почтением. Они не собирают сокровищ и богатства, но дают собой пример бедности и самоотвержения. Их чистота сердца достигается уединением и размышлением, их аскетизм укрепляется молчанием и бдением. Они собираются семь раз в день на хвалу и славословие и возносят свои молитвы за живых и почивших.
Каждые семь дней у них — бескровное жертвоприношение. Они очищают свои сердца, вновь обретая чистоту. Это чистый и неизменный Путь таинственен и не поддается определению, но его достоинства сияют так блистательно на практике, что мы не можем не назвать его лучезарной религией.»

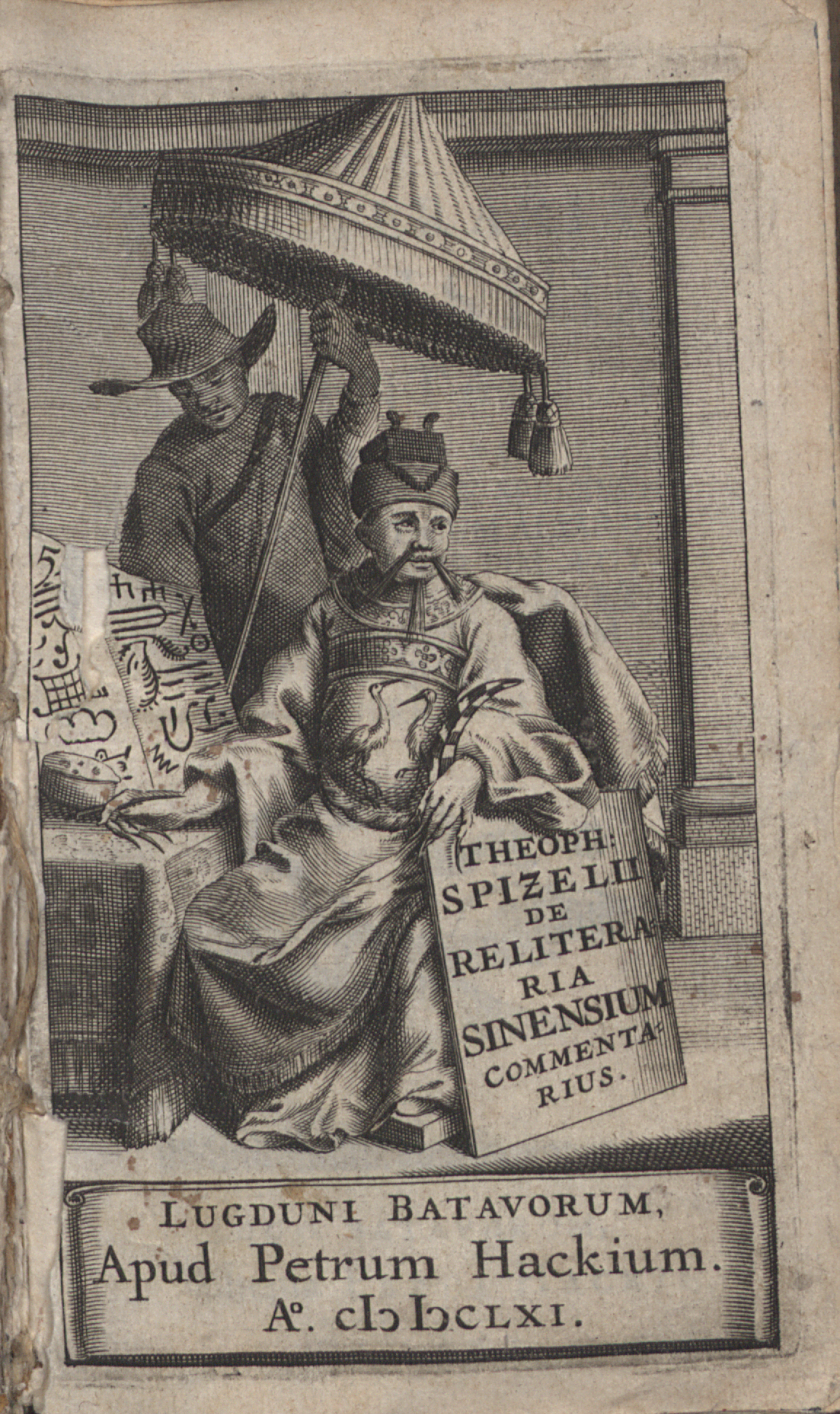
Феофил Готлиб Шпицель. Литература китайского дневника, 1660 год

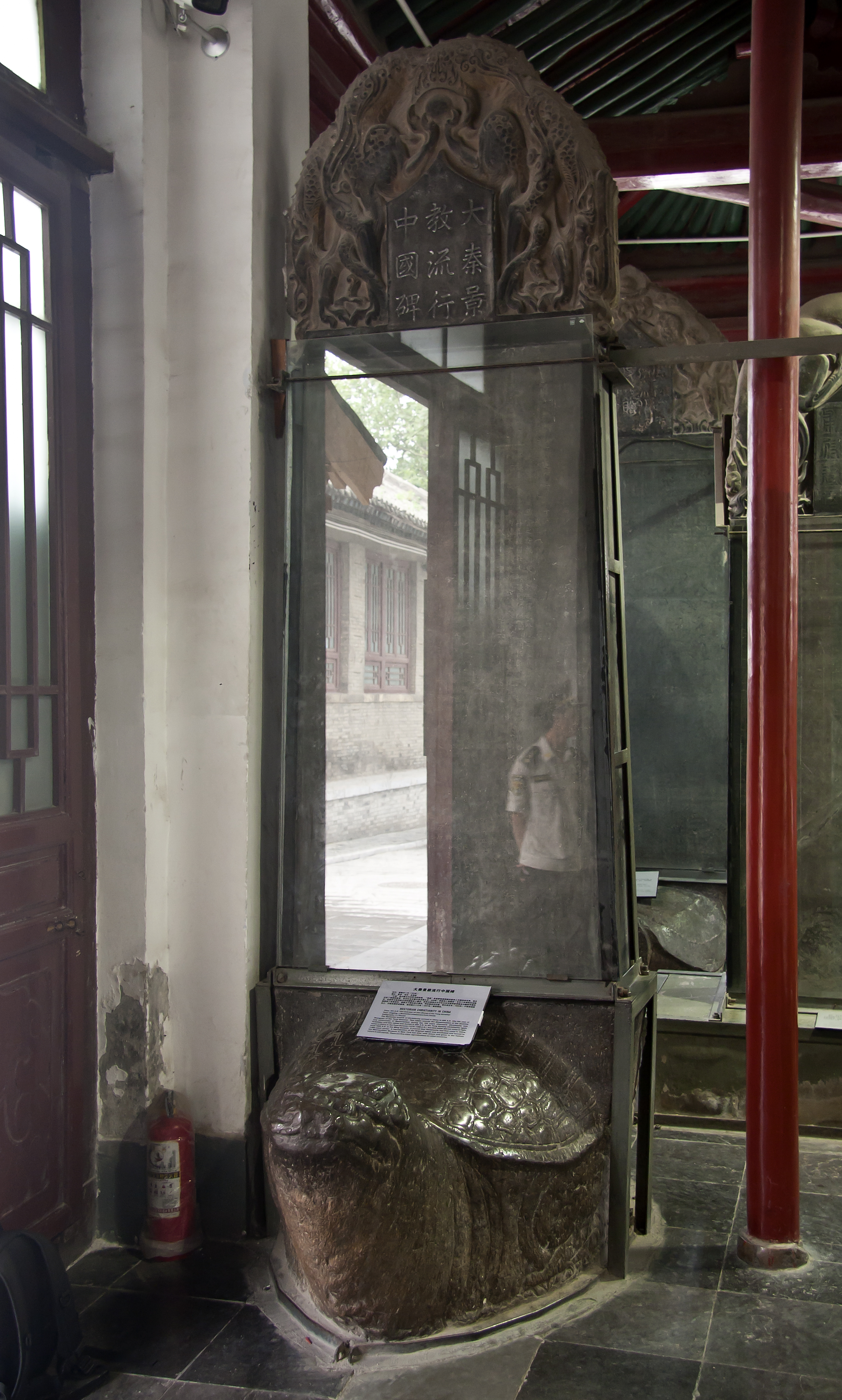
Несторианская стела в музее Бейлинь в 2010 году.